# Carlo Alberto Navone
Carlo Alberto Navone (Busalla, 1842 – Genova, 1919) è stato un ingegnere, storico e politico italiano.

## Biografia
Si laureò a pieni voti al Politecnico di Torino nel 1870 con una tesi di laurea relativa al progetto di attraversamento sottomarino dello stretto di Messina mediante un tunnel da realizzarsi tra Villa San Giovanni e Ganzirri. In seguito cooperò al tracciamento della ferrovia lucana e al progetto della ferrovia Circumetnea.
Progettò inoltre la cosiddetta succursale dei Giovi (linea veloce per Genova), alternativa alla vecchia linea di valico e sviluppata con numerosi ponti e gallerie, poi realizzata verso il 1880, e successivamente una nuova linea direttissima Milano-Genova (antesignana del terzo valico).
Ricoprì la carica di consigliere provinciale e fu anche attivo nel campo amministrativo proponendo la costituzione di un nuovo mandamento di Busalla in sostituzione dei due mandamenti allora esistenti di Ronco Scrivia e Savignone. Come storico locale pubblicò alcuni testi riguardanti vicende della valle Scrivia, nonché memorie inerenti alla propria famiglia.

## Pubblicazioni
- Passaggio sottomarino attraverso allo Stretto di Messina, Torino 1870;
- Busalla capoluogo di Mandamento, Genova 1875;
- La congiura fliscana - Montorio espugnato;
- Busalla feudale antica fortezza, Genova 1909;
- Navoneida, due secoli di memorie famigliari, Genova 1909.